# Strongylopus springbokensis
Strongylopus springbokensis är en groddjursart som beskrevs av Alan Channing 1986. Strongylopus springbokensis ingår i släktet Strongylopus och familjen Pyxicephalidae. IUCN kategoriserar arten globalt som livskraftig. Inga underarter finns listade i Catalogue of Life.